# السيد التقدمي (فلم)
السيد التقدمي فيلم سينمائي سوري ممنوع من العرض من إنتاج العام 1974 

## قصة الفيلم
صحفي متحمس، يحاول فضح أحد رجال السياسة الانتهازيين الذي وصل إلي السلطة عن طريق قيامة ببعض الصفقات المشبوهة، وجعل الجمهور يصفق ويهتف اعجابا بشعاراته دون ان يدرك حقيقتة المخادغة، ويستطيع السياسي البارز بذكائة وعلاقاتة مع اجهزة القمع أن يسكت الصحفي المتحمس بأن يجعله هدفا لمؤامرة مدروسة، يتهم فيا الصحفي بارتكابه جريمة قتل تسكته للأبد.

## فريق العمل[4]
سيناريو: قيس الزبيدي
سيناريو وحوار: نبيل المالح
إخراج: نبيل المالح
إنتاج: المؤسسة العامة للسينما(دمشق)
مخرج مساعد: منى زكريا
تصوير: جورج لطفي الخوري
مونتاج: مروان عكاوي
موسيقى تصويرية: سهيل عرفة

## بطولة
- إغراء
- عبد الرحمن آل رشي
- نضال الأشقر
- عبد السلام الطيب
- جورح كنعان
- وليد شميط
- صباح العمري
- عادل الرايس
- سليم موسى